# گوکدو: فصل خدا
گوکدو: فصل خدا (انگلیسی: Kokdu: Season of Deity; کره‌ای: 꼭두의 계절; لاتین‌نویسی اصلاح‌شده: Kkokduui Gyejeol) یک مجموعه تلویزیونی کره جنوبی سال ۲۰۲۳ با بازی کیم جونگ-هیون، ایم سو-هیانگ، کیم دا سوم، آن وو یون، کیم این-کوان و چا چونگ هوا است. این مجموعه از ۲۷ ژانویه تا ۲۴ مارس ۲۰۲۳، روزهای جمعه و شنبه ساعت ۲۱:۵۰ (کی‌اس‌تی) از ام‌بی‌سی برای ۱۶ قسمت پخش شد. گوکدو: فصل خدا همچنین برای استریم در ویو در کره جنوبی و آی‌چی‌یی، ویکی و ویو در مناطق منتخب قابل دسترسی است.

## بازیگران

### اصلی
- کیم جونگ-هیون در نقش گوکدو[الف] / دو جین وو / اوه هیون

1. گوکدو: خدای جهان زیرین[۱][۱۰][۱۱]
2. دو جین وو: یک جراح موفق و همکار گه جول در بیمارستان که توسط گوکدو تسخیر شده‌است.[۱۲]
3. اوه هیون: معشوق سول هی.[۱۳]

- ایم سو-هیانگ در نقش هان گه جول / سول هی

1. هان گه جول: یک پزشک.[۱۰][۱۲]
2. سول هی: زندگی گذشتهٔ گه جول که اوه هیون را دوست داشت.[۱۴]

- کیم دا سوم در نقش ته جونگ وون[۱۵][۱۶]
- آن وو یون در نقش هان چول

برادر کوچکتر گه جول و یک کارآگاه.
- کیم این-کوان در نقش اوک‌شین / لی اونگ چول[۱۹][۲۰]
- چا چونگ هوا در نقش گاک‌شین / سو بوک گیونگ[۱۹][۲۱]